# National Wild and Scenic River

Logo des National Wild and Scenic Rivers Systems

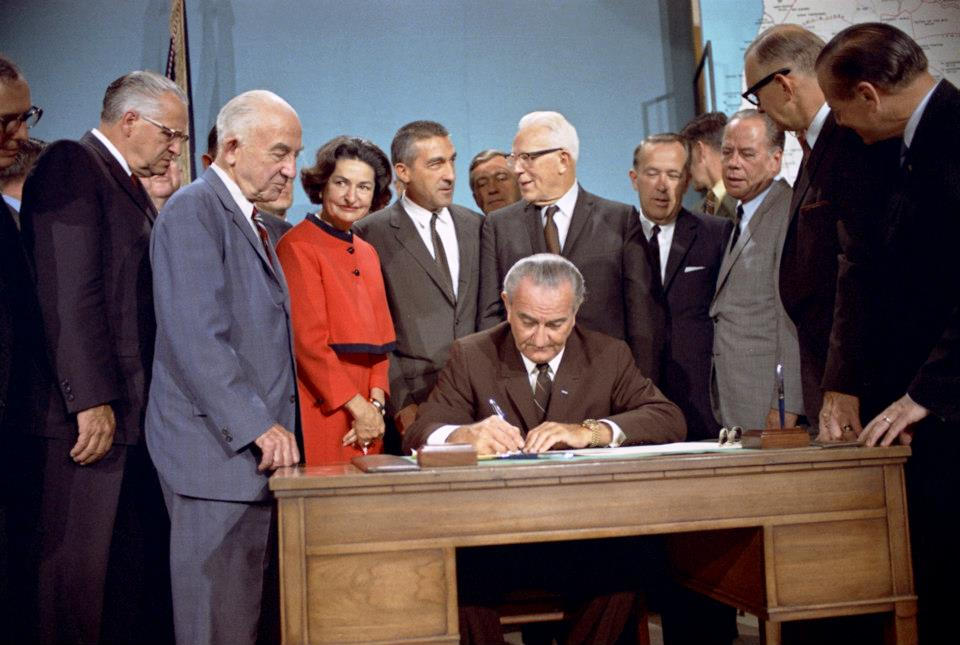
Unterzeichnung des Gesetzes zur Schaffung des National Wild and Scenic River durch Präsident Johnson am 2. Oktober 1968

National Wild and Scenic River ist eine Bezeichnung für unter Schutz gestellte Flussgebiete in den Vereinigten Staaten.
Das Gesetz zur Schaffung der Schutzgebiete, der National Wild and Scenic Rivers Act, entstand auf eine Empfehlung der Outdoor Recreation Resources Review Commission (ORRRC), einer vom Präsidenten der Vereinigten Staaten eingesetzten Kommission. Ursprüngliche und landschaftlich reizvolle Flussgebiete sollten vor menschlichem Eingriff, der diese Eigenschaften gefährden würde, geschützt werden. Das Gesetz wurde von Senator Frank Church in den US-Kongress eingebracht und nach dessen Verabschiedung von Präsident Lyndon B. Johnson am 2. Oktober 1968 unterzeichnet.
Flüsse oder Abschnitte von Flussläufen können vom Kongress oder dem Innenministerium der Vereinigten Staaten als Wild and Scenic River ausgezeichnet und unter Schutz gestellt werden. Flüssen, die sich durch landschaftliche Schönheit, kulturelle oder historische Bedeutung, hohen Freizeitwert, geologische Besonderheit oder schützenswerte Tier- und Pflanzenwelt auszeichnen, kann dieser Status zuerkannt werden.
Verwaltet werden die einzelnen Wild and Scenic Rivers von einer oder mehreren Regierungsbehörden (Army Corps of Engineers, Bureau of Land Management, National Park Service, U.S. Forest Service, U.S. Fish & Wildlife Service) oder Bundesstaaten. 
Ein als Wild and Scenic River ausgewiesener Fluss genießt einen Schutzstatus, der sich von dem eines Nationalparks oder eines Wilderness Areas unterscheidet. Nicht der aktive Umweltschutz oder das grundsätzliche Unterbinden von menschlichen Eingriffen steht im Mittelpunkt, sondern die Bewahrung der Besonderheiten des jeweiligen Flusses.